# Bitterschokolade (Roman)
Bitterschokolade ist ein Jugendroman von Mirjam Pressler, der 1980 erstmals im Verlag Beltz & Gelberg erschien.

## Inhalt
Die 15-jährige Eva ist dick und fühlt sich deshalb ungeliebt. Das einzige Mittel gegen den Kummer ist essen, denkt Eva. Doch eines Tages trifft sie Michel, der sie völlig ungewohnte Gefühle spüren lässt. Sie verlieben sich ineinander, doch glücklich ist Eva noch immer nicht, denn es ergeben sich zahlreiche Familien- und Freundschaftskonflikte. Es bietet sich kaum eine Chance für Eva, abzunehmen, denn zu Hause bekommt sie keinerlei Unterstützung.
Doch später geht die Zeitspanne in Evas Schülerleben gut aus, nicht weil sie dünn ist, sondern weil sie es geschafft hat, sich so anzunehmen, wie sie nun mal  ist.

## Kritik
Ursula Bode von der Hannoverschen Allgemeinen Zeitung schreibt zu dem Buch: „...kurz erzählt, wirkt der Roman wie ein Fleckenteppich von psychologisierenden Versatzstücken: Klischees von Komplexen, Konflikten, Problemen. Dass dies beim Lesen zu einem Zeitbild wird, zu einer ehrlichen Darstellung und einem deshalb spannenden Buch, überrascht an diesem Erstlingswerk. Mirjam Pressler lässt an ihren jugendlichen Lesern nicht auf ermüdende Weise Reflexionen über Jugendliche aus. Sie schildert sie. Sie schreibt, als ob sie mittendrin wäre.“

## Auszeichnungen
Das Buch erhielt 1980 den Oldenburger Kinder- und Jugendbuchpreis.

## Materialien
Zu Mirjam Presslers Roman Bitterschokolade (Beltz & Gelberg, 2006, ISBN 3407789866) sind Materialien für die Bearbeitung und Behandlung im Schulunterricht (ab 8. Klasse) erschienen. Es wurde in die Empfehlungen der Rahmenrichtlinien Deutsch von Sachsen-Anhalt aufgenommen. Dazu zählt das ebenfalls von Pressler gestaltete Bitterschokolade Arbeitsheft: Thematik: Identitätsfindung und Selbstbild, Genuss und Sucht, Freundschaft und erste Liebe. Zudem existiert ein Hörbuch gleichen Titels: Mirjam Pressler: Bitterschokolade gesprochen von Eva Gosciejewicz, Beltz & Gelberg – Hörbuch (2005)